# VV GOMOS
VV GOMOS is een op 1 juni 1945 opgerichte amateurvoetbalvereniging uit Norg, Drenthe, Nederland. De club speelt op "sportpark Schapendrift" en telt acht seniorenteams (waaronder een vrouwenvoetbalelftal en een zaterdagelftal), vijf juniorenteams, acht pupillenteams (waaronder een meisjesteam) en een team voor minipupillen.
Het standaardelftal speelt in het seizoen 2018/19 -na het klassekampioenschap in 2K in het vorige seizoen- voor het eerst in haar bestaan in de Eerste klasse zondag van het KNVB-district Noord. GOMOS schreef op zondag 20 mei 2018 historie, nog nooit speelde een voetbalclub uit de gemeente Noordenveld in de Eerste klasse. In haar eerste seizoen eindigde de promovendus verrassend op een vierde plek, wat recht gaf op nacompetitie voor promotie naar de hoofdklasse. Uiteindelijk verloor GOMOS in de eerste nacompetitie wedstrijd met 3-0 van Vv VKW waardoor het werd uitgeschakeld.

## Algemeen
Voetbalvereniging GOMOS ontstond op 1 juni 1945 door fusies tussen voetbalverenigingen uit verschillende dorpen rondom Norg. De naam GOMOS staat voor "Goede Oefening Maakt Ons Sterk". VV GOMOS speelt vanaf het allereerste begin al in de huidige clubkleuren geel en zwart. De eerste wedstrijden werden in 1945 gespeeld op ongeveer dezelfde plaats als waar het huidige hoofdveld gelegen is. In 1964 werd een kantine met kleedkamers gebouwd en in gebruik genomen. In de loop der jaren zijn er de nodige velden bij gekomen en in het seizoen 1989/90 werden de huidige kleedkamers en kantine gebouwd.

## Sportpark
GOMOS speelt de thuiswedstrijden op "Sportpark Schapendrift", vernoemd naar de straat waaraan het ligt. Het sportpark ligt midden in de bosrijke omgeving van Norg. Schapendrift telt drie velden voor wedstrijden. Daarnaast zijn er een groot en een klein trainingsveld. Het complex werd voorheen gedeeld met korfbalvereniging DES, maar deze is opgeheven in 2019. De accommodatie telt in totaal negen kleedkamers (waarvan er vier van DES waren). In het midden staat een ruime kantine. Door de ruime hoeveelheid kleedkamers keert onder meer FC Groningen jaarlijks terug om een jeugdtoernooi te organiseren.
In 2019 is er een kunstgrasveld gerealiseerd, voorzien van verlichting. Gomos is daarnaast van plan om in 2024 een nieuwe kantine met kleedkamers te bouwen.

## Standaardelftal

### Erelijst
kampioen Tweede klasse: 2018
kampioen Derde klasse: 1995, 2000, 2017
kampioen Vierde klasse: 1948, 1970, 1983, 1993
kampioen DVD 1e klasse: 1990

### Competitieresultaten 1947–2018
| 2 4A |

| 1 4B |

| 7 3B |

| 9 3B |

| 7 4B |

| 7 4B |

| 5 4B |

| 2 4B |

| 6 4B |

| 8 4B |

| 3 4D |

| 4 4D |

| 6 4D |

| 4 4D |

| 5 4C |

| 8 4C |

| 6 4C |

| 10 4C |

|  |

|  |

| 8 4D |

| 5 4D |

| 7 4D |

| 1 4D |

| 7 3B |

| 3 3B |

| 5 3B |

| 8 3B |

| 2 3B |

| 4 3B |

| 7 3B |

| 10 3B |

| 8 3B |

| 11 3B |

| 6 4C |

| 9 4C |

| 1 4D |

| 10 3B |

| 10 3B |

| 12 3B |

| 11 4D |

| 7 |

| 4 |

| 2 |

| 2 4C |

| 5 4C |

| 1 4C |

| 2 3B |

| 1 3B |

| 4 2B |

| 7 2K |

| 11 2L |

| 5 3C |

| 2 3B |

| 5 2K |

| 3 2K |

| 6 2K |

| 2 2K |

| 3 2K |

| 6 2K |

| 12 2L |

| 11 3B |

| 7 3D |

| 3 3D |

| 3 3B |

| 13 2K |

| 14 3B |

| 2 4B |

| 4 4B |

| 3 3B |

| 1 3B |

| 1 2K |

| 4 1F |

| 9 1F |

| 5 1F |

| 3 1F |

1975: de beslissingswedstrijd om het klassekampioenschap in 3B werd op 19 mei bij VV Peize met 0-1 verloren van VV Roden.
2000: de beslissingswedstrijd om het klassekampioenschap in 3B werd op 11 mei bij VAKO met 5-0 gewonnen van VV Zuidhorn.
| Eerste klasse | Tweede klasse | Derde klasse | Vierde klasse | Eerste klasse DVB |

In elke staaf van de grafiek staat van boven naar beneden vermeld: 
- Eindnotering

Dit is de positie die de club heeft bereikt in de competitie, zonder eventuele beslissings-, play-off- of nacompetitiewedstrijden die nodig zijn geweest om bijvoorbeeld de kampioen van de competitie te bepalen.
Indien een * achter het getal staat is de notering een tussenstand en kan het zijn dat de notering niet overeenkomt met de uiteindelijke eindstand van de competitie.
Staat er een - dan is het seizoen nog bezig en is er geen definitieve uitslag bekend.
Staat er xx op de positie van de notering, dan heeft de club vroegtijdig de competitie verlaten. Dit kan onder andere komen door terugtrekking van het team, faillissement van de club of door een uitgedeelde straf van de KNVB. In veel gevallen staat elders in het artikel de reden vermeld.
Staat er een ? dan is het resultaat uit het verleden onbekend, en is alleen de competitie of het niveau bekend van dat seizoen.
In de seizoenen 2019/20 en 2020/21 werd wegens de coronacrisis het amateurvoetbal afgebroken. Daardoor kennen deze staven geen eindklassering (middels -- weergegeven).
- Competitieniveau en afdelingsletter of Officiële eindstand Eredivisie
  - Competitieniveau en afdelingsletter

Hierbij geeft het getal het niveau weer, dat ook terug te vinden is in de legenda. De letter is de afdelingsaanduiding en wordt gebruikt wanneer er meer afdelingen zijn op hetzelfde niveau. De afdelingsletter is altijd een hoofdletter en wordt meestal zonder nummer gebruikt.
Voorbeeld: 2F is niveau 2e klasse competitie F.
Het competitieniveau en nummer wordt niet vermeld wanneer er slechts één competitie van dit niveau was.
  - Officiële eindstand Eredivisie (getal staat tussen haakjes vermeld)

Sinds de introductie van play-offwedstrijden voor Europees voetbal na afloop van de reguliere competitie in 2005/06, is de KNVB verplicht een eindstand van de Eredivisie door te geven aan de UEFA aan de hand van deze play-offwedstrijden.
Bij deze eindstand staan clubs die zich hebben gekwalificeerd voor Europees voetbal hoger dan clubs die zich niet wisten te kwalificeren. Indien er geen verschil was tussen de eindnotering en de officiële eindstand, staat dit getal niet vermeld.

- Onderafdeling

Hier staat afgekort de naam van de onderafdeling indien de club in dat jaar in een onderafdeling uitkwam. Tevens staat deze afkorting in de legenda en wordt gelinkt naar het artikel over deze onderafdeling. Deze afkorting wordt alleen vermeld wanneer de club in het verleden in verschillende onderafdelingen heeft gespeeld. Deze vermelding is in de staaf altijd in kleine letters. Deze onderafdelingen zijn na het seizoen 1995/96 afgeschaft. Heeft de club in slechts één onderafdeling gespeeld, dan is dit alleen terug te vinden in de legenda.
Onder de staaf staat het jaartal vermeld waarin het seizoen is afgesloten. 15 verwijst naar het seizoen 2014/15 of eventueel het seizoen 1914/15.
Wanneer een staaf leeg is, zijn deze gegevens niet bekend. Het kan ook zijn dat de club dat seizoen niet heeft meegespeeld op het hogere amateurniveau, vroegtijdig de competitie heeft verlaten of uit de competitie is gezet.

In het seizoen 1944/45 was er wegens de Tweede Wereldoorlog geen regulier competitievoetbal.

### Trainers
| Jaartal | Klasse               | Trainer           |
| ------- | -------------------- | ----------------- |
| 2003/04 | Tweede klasse zondag | Wim Bakering      |
| 2004/05 | Tweede klasse zondag | Wim Bakering      |
| 2005/06 | Tweede klasse zondag | Martin Koops      |
| 2006/07 | Tweede klasse zondag | Martin Koops      |
| 2007/08 | Derde klasse zondag  | Jaap Bierling     |
| 2008/09 | Derde klasse zondag  | Heine Tiems       |
| 2009/10 | Derde klasse zondag  | Heine Tiems       |
| 2010/11 | Derde klasse zondag  | Bernd van Bolhuis |
| 2011/12 | Tweede klasse zondag | Bernd van Bolhuis |
| 2012/13 | Derde klasse zondag  | Harry Tip         |
| 2013/14 | Vierde klasse zondag | Ab Rutten         |
| 2014/15 | Vierde klasse zondag | Ab Rutten         |
| 2015/16 | Derde klasse zondag  | Wim Bakering      |
| 2016/17 | Derde klasse zondag  | Wim Bakering      |
| 2017/18 | Tweede klasse zondag | Wim Bakering      |
| 2018/19 | Eerste klasse zondag | Wim Bakering      |
| 2019/20 | Eerste klasse zondag | Martin Drent      |

### Trivia
- Ruimste uitoverwinning: MKV'29 - VV GOMOS 0-9 (2017/18, competitiewedstrijd)
- Ruimste nederlaag uit: Oranje Nassau Groningen - VV GOMOS 9-0 (2006/07, bekerwedstrijd)
- Ruimste thuisoverwinning: VV GOMOS - Lycurgus 11-2 (2000/01, bekerwedstrijd)
- Ruimste thuisnederlaag: VV GOMOS - ACV 0-11 (2003/04, oefenwedstrijd)

## Bekende (oud-)spelers
- Michiel Adams

SV Een · VV GOMOS · VV Nieuw Roden · ONR · VV Peize · VV Roden · VV Veenhuizen